# Адопціонізм

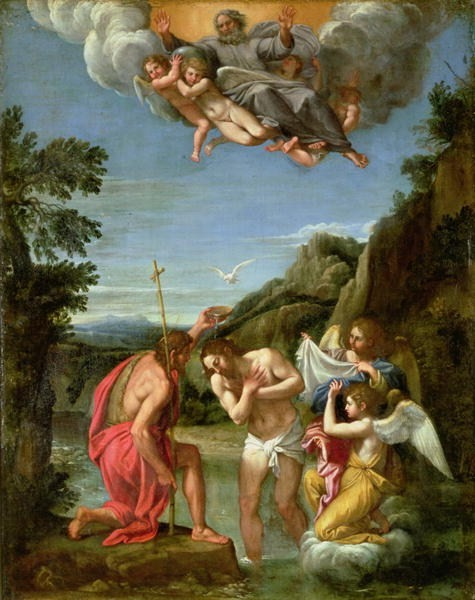
Хрещення — момент, коли на думку адопціоністів, Ісус був усиновлений Богом і став Сином Божим.

Адопціоні́зм (від лат. adoptio, «усиновлення»; англ. adoptionism) — у христології теорія, згідно з якою Ісус Христос як людина був не справжнім, а усиновленим Сином Божим. В традиційному християнстві (католицизмі і православ'ї), а також більшості протестантських спільнот вважається єрессю. Одна з форм монархіанства. Суперечила постановам Халекдонського собору. Відома з ІІ століття. Набула поширення у VIII столітті в окупованій мусульманами Іспанії, завдяки діяльності толедського єпископа Еліпанда та уржельського єпископа Фелікса. Повторно розвинута в XII столітті у творах П'єра Абеляра, отримавши назву нео-адопціонізму (англ. Neo-Adoptionism). Її розглядали деякі теологи після XIV століття — Дунс Скот (1300), Дюран де Сен-Пурсен (1320), Габрієль Васкес (1604), Франциско Суарес (1617).